# Редька Анна Леонідівна
Анна Леонідівна Редька (нар. 21 січня 1989 р.) — українська гандболістка, виступає за ГК «Гомель» та збірну України.

Навчалася у Київському національному економічному університеті спеціальність менеджер та у Національний педагогічний університет імені М. П. Драгоманова на спеціальність Інструктор по фитнесу, але навчання не закінчила.
Почала кар'єру у команді Спартак (гандбольний клуб, Київ) у 2006 році. У 2012 році перейшла в ГК Гомель.

## Кар'єра
| Клуб                             | Созони    | Голи | Турнір                         |
| -------------------------------- | --------- | ---- | ------------------------------ |
| Спартак (гандбольний клуб, Київ) | 2006/2007 | 17   | CUP WINNERS' CUP 2006-07       |
| Спартак (гандбольний клуб, Київ) | 2007/2008 | 23   | CHALLENGE CUP 2007-08          |
| Спартак (гандбольний клуб, Київ) | 2008/2009 |      |                                |
| Спартак (гандбольний клуб, Київ) | 2009/2010 |      |                                |
| Спартак (гандбольний клуб, Київ) | 2010/2011 | 26   | CHALLENGE CUP 2010-11          |
| Спартак (гандбольний клуб, Київ) | 2011/2012 |      |                                |
| Гомель (Білорусь)                | 2012/2013 | 31   | CUP WINNERS' CUP 2012-13       |
| Гомель (Білорусь)                | 2013/2014 | 14   | EHF CUP 2013-14                |
| Гомель (Білорусь)                | 2014/2015 | 10   | EHF CUP 2014-15                |
| Гомель (Білорусь)                | 2015/2016 |      |                                |
| Гомель (Білорусь)                | 2016/2017 |      | EHF CUP 2016-17 EHF CL 2016-17 |
| Гомель (Білорусь)                | 2017/2018 |      | EHF CUP 2017-18 EHF CL 2017-18 |
| Гомель (Білорусь)                | 2018/2019 | 8    | CHALLENGE CUP 2018-19          |
| Гомель (Білорусь)                | 2019/2020 |      | EHF CUP 2019-20                |